# Silvia Albert Sopale
Silvia Albert Sopale (San Sebastián, Guipúzcoa, 1976) es una actriz, directora teatral, creadora y activista feminista antirracista española que vive en Barcelona. Licenciada por la Escuela Superior de Arte Dramático de Murcia, ha escrito y representado los espectáculos No es país para negras, una obra que explica qué implica ser mujer y afrodescendiente en España,Blackface y otras vergüenzas, donde aborda historias de la tradición cultural racista en España y Europa, y Lotò, un ritual de emancipación corporal.Es cofundadora de Periferia Cimarronas, un espacio cultural con perspectiva afrofeminista y antirracista en Barcelona.

## Biografía
Silvia es hija de una ecuatoguineana bubi y de un nigeriano igbo. Sus padres se trasladaron a España en 1974 en busca de "una vida mejor", primero en Mallorca y de allí a San Sebastián. Su madre estudió auxiliar de enfermería y su padre tuvo varios trabajos. A pesar de las penurias y las dificultades económicas, tuvieron cuatro hijos; Silvia ocupa el tercer lugar. 
La actriz se crio en Alicante y se matriculó en la Escuela Superior de Arte Dramático de Murcia, una etapa en la que se sintió fuera de lugar por el simple hecho de no poder ser ella misma. Sufrió abusos, agresiones y racismo. Silvia ha denunciado más de una vez el hecho de haber sido elegida para interpretar papeles para hacer de prostituta, inmigrante, delincuente o mujer de la limpieza, y también denuncia que en España no se entienda que las mujeres afrodescendientes también son "actrices morenas". 
Ya instalada en Barcelona, a los 30 años encontró el equilibrio en su vida. Comenzó terapia Gestalt, donde aprendió a conectar con ella misma, y recuperó el amor por el teatro, por la vida, la paz con el mundo y el amor de pareja. Se inició como regidora (encargada de teatro) en el Teatre Lliure y tuvo su primera hija.  
Como actriz, también ha aparecido en la serie de televisión La catedral del mar (2018) y en la obra de teatro L'amansi(pa)ment de les fúries (2019), de la compañía Parking Shakespeare y dirigida por Carla Rovira, basada en la obra de William Shakespeare La fierecilla domada.
En 2022 abrieron las puertas del espacio Periferia Cimarronas, del que Albert Sopale es cofundadora.El espacio se inauguró con Blackface y otras vergüenzas y desde entonces ha mostrado distintas producciones de Silvia Albert Sopale y producido a otras creadoras como Denise Duncan.
Como dramaturga colaboró con la compañía Puntocero de circo en el espectáculo Mahmud (y no solo Mahmud), dirigido por Zenaida Alcalde, realizando una adaptación del libro Partir para contar, del activista por los derechos humanos Mahmud Traoré. Se estrenó en el Teatro Circo Price de Madrid en 2023 y realizó una gira posterior. 

## Proyectos personales
- No es país para negras[15] Compañía de teatro - obra de teatro interpretada[16] a lo largo del país.
- Hibiscus[17] organización que funciona como grupo cerrado solo para gente afro, con un 80% de mujeres negras en los puestos directivos y con orientación afro-feminista
- Black Barcelona[18] - encuentro anual dirigida a afrodescendientes organizada por Silvia Albert,[19] Deborah Ekoko, Karel Mena y Maisa Perk. Aquí se han llevado a cabo presentaciones de libros, conferencias y talleres, entre otras actividades.
- Cooperativa Periferia Cimarronas

### No es país para negras.[20]
Es una compañía de teatro fundada por Silvia Albert Sopale que da nombre a tres espectáculos:

#### No es país para negras[2]
Comedia dramática donde Silvia Albert Sopale interpreta a Tomasa. La obra, nacida con la intención de mostrar los micro racismos, se inspiró en el poema "Me gritaron negra", de la poetisa afroperuana Victoria Santa Cruz. Los ensayos comenzaron el 1 de septiembre de 2014, apenas un par de días antes de que la autora muriera. 
Fue en ese momento que la obra pasó de ser una obra de ficción escrita a una autorreferencial en primera persona. No es país para negras reflexiona sobre cómo la sociedad ve a los afrodescendientes y cómo esta mirada puede afectar a estas personas en su vida personal y en la construcción de su identidad. La obra responde a preguntas como: ¿qué pasa con la gente negra?, ¿cuáles son mis referentes negros nacionales ?, o ¿cuál es la historia de la gente negra en España? La hipersexualización de la mujer negra es otro de los temas que se reivindica, y la importancia de destacar la posibilidad de pertenecer a dos mundos (Europa y África) también tiene cierto protagonismo. El espectador puede descubrir qué hay detrás de la tierra madre y por qué los recuerdos, a veces, no nos dejan avanzar. 
No es país para negras se presentó en el Centro de Cultura Contemporánea de Barcelona el 29 de junio de 2018.
Fragmento de la performance de Victoria Santa Cruz

Al fin comprendí . AL FIN. Ya no retrocedo. AL FIN. Y avanzo segura. AL FIN. Avanzo y espero. AL FIN

Y bendigo al cielo porque quiso Dios que negro azabache fuese mi color.
Y ya comprendí. AL FIN. ¡Ya tengo la llave!
NEGRO NEGRO NEGRO NEGRO NEGRO NEGRO NEGRO NEGRO
NEGRO NEGRO NEGRO NEGRO NEGRO NEGRO

¡Negra soy!
Victoria Santa Cruz

#### Blackfacey otras vergüenzas

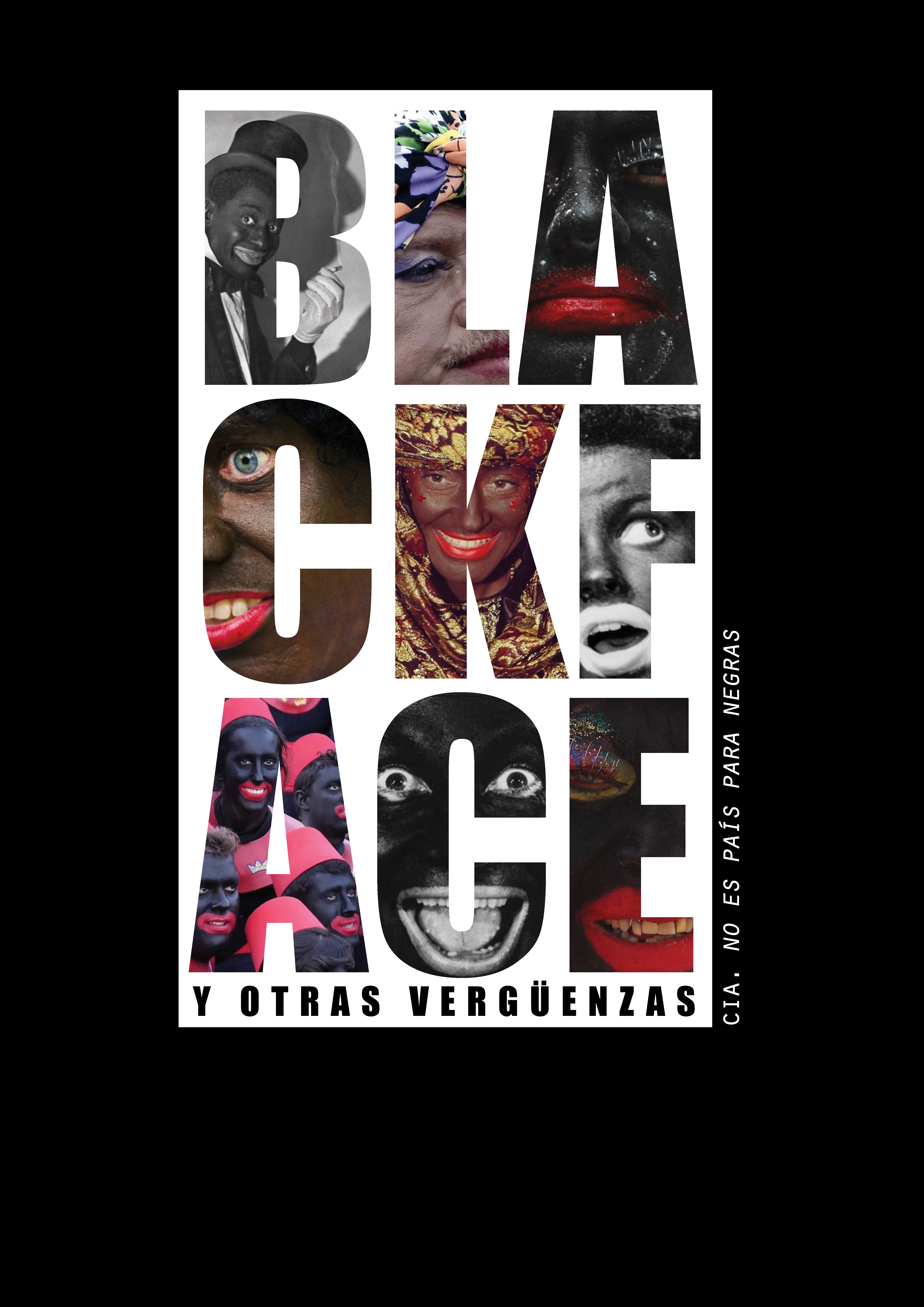
Cartel espectáculo Blackface y otras vergüenzas realizado por Enrik Huget

Blackface y otras vergüenzas es el segundo espectáculo de la compañía No es país para negras. Se estrenó en septiembre del 2019 en la Sala Fenix de Barcelona.
En este nuevo espectáculo Silvia Albert Sopale ofrece su mirada crítica sobre la “historia oficial” de la comunidad afrodescendiente en España. Partiendo de celebraciones y hechos que resultan racistas, la creadora quiso cuestionarlos y poner de relieve cómo éstos impactan en el imaginario cultural de la sociedad. A través de diversos personajes y situaciones, el espectador pudo acercarse a las emociones y sentimientos de una comunidad silenciada y todavía ridiculizada en lo que se consideran “vergüenzas” en pleno siglo XXI.

#### Parad de pararme
Unipersonal que denuncia las identificaciones por perfil étnico. Esta pieza forma parte de la campaña de lleva a cabo Sos racisme con el mismo nombre. Se estrenó en la sala fénix en diciembre de 2020. Posteriormente se presentó en espacios como la sala Periferia Cimarronas y el Teatro del Barrio de Madrid, con la codirección y coautoría de Silvia Albert Sopale junto a Carolina Torres Topaga, interpretado por Malcolm MacCarthy.
Lotò: un ritual de emancipación corporal
Espectáculo escrito, dirigido y coprotagonizado por Silvia Albert Sopale junto al coreógrafo Rogelio Lorda. Se trata de un homenaje al cuerpo y al placer a pesar de todas las presiones y mensajes dañinos que la cultura del racismo, el edadismo y la gordofobia imprimen en la sociedad. Se estrenó en Periferia Cimarronas en septiembre de 2024.

### Hibiscus - Black Barcelona
Silvia Albert Sopale es cofundadora de Hibiscus, asociación de afroespañolas y afrodescendientes. Realizaron diferentes proyectos, como talleres, encuentros, o el programa Referentes. Este último se llevó a cabo durante un año en el casal del Pou de la Figuera en Barcelona y constaba de encuentros mensuales en los cuales una persona perteneciente a la comunidad afrodescendiente y/o africana acercaba su historia al público.
Entre todas las actividades destacó el Encuentro Black Barcelona, un encuentro para creadores y agentes afrodescendientes, apoyado por el Ayuntamiento de Barcelona, Diputación de Barcelona, Museo de Arte Contemporáneo de Barcelona (MACBA), United Minds, centro de Cultura de Mujeres Francesca Bonnemaison, o el Casal Pou de la Figuera.

### Periferia Cimarronas
Un espacio cultural con perspectiva afrofeminista y antirracista. Un espacio participativo gestionado por una comunidad de creadoras afrodescendientes. En el local de la Coop Periferia Cimarronas, con sede en el barrio barcelonés de Sants, se encuentra:
- Un teatro donde las historias "hablan de nosotras, desde nosotras, para nosotras, con nosotras y cerca de nosotras"
- Una tienda que promueve el Black Business
- Una cafetería afrofriendly
- Una escuela de teatro, actividades infantiles, exposiciones, cine, música, talleres y charlas.